# Кастела
Кастела (фр. Castella) насеље је и општина у југозападној Француској у региону Аквитанија, у департману Лот и Гарона која припада префектури Ажан.
По подацима из 2011. године у општини је живело 339 становника, а густина насељености је износила 27,08 становника/km². Општина се простире на површини од 12,52 km². Налази се на средњој надморској висини од 220 метара (максималној 232 m, а минималној 109 m).

## Демографија
| 1962. | 1968. | 1975. | 1982. | 1990. | 1999. | 2011. |
| ----- | ----- | ----- | ----- | ----- | ----- | ----- |
| 211   | 228   | 192   | 222   | 264   | 314   | 339   |

График промене броја становника у току последњих година